# Martin Gore
Martin Lee Gore (Dagenham, Londres, Inglaterra; 23 de julio de 1961) es un músico inglés conocido por ser el principal compositor, así como teclista, guitarrista y segundo vocalista del grupo de música electrónica Depeche Mode. Autor de conocidos temas de éxito como Personal Jesus, Enjoy the Silence, I Feel You, Walking in My Shoes, People Are People, Master and Servant, Everything Counts, Stripped, Never Let Me Down Again, Strangelove, Precious, entre otros.

## Historia
Nació en Dagenham, Londres, pero siendo aún pequeño su familia se trasladó a Basildon en el condado de Essex, una población más bien rural. En la escuela siendo niño conoció a Andrew Fletcher, de su misma edad y con quien se reencontraría después. En 1979 formó con Rob Marlow un grupo llamado French Look, en paralelo se integró a Vince Clarke y Andrew Fletcher para el trío Composition of Sound. Poco tiempo después, abandonaría French Look. Gore siguió en Composition of Sound hasta que al incorporarse a la banda el vocalista David Gahan cambiaron su nombre a Depeche Mode. Fue así, como cuarteto, que consiguieron grabar su primer disco, Speak & Spell, para el cual Vince Clarke compuso casi la totalidad de las canciones. Gore compuso la canción "Tora! Tora! Tora!" y un tema electrónico instrumental titulado "Big Muff", para ese disco.
Después de ese primer trabajo, Vince Clarke abandonó el grupo, razón por la cual, habiendo apenas iniciado, Gore se vio “obligado” a convertirse en el compositor de la banda. La primera canción que escribió para Depeche Mode sin la presencia de Clarke fue "See You" y se convirtió en el mayor éxito que habían tenido hasta ese momento; desde entonces ha sido el compositor casi único de la banda, logrando llevar al grupo a niveles de éxito que no habían previsto, aunque para ello también tuvo mucho que ver el músico arreglista Alan Wilder, quien en un principio entró solo como sustituto de Clarke. Con Wilder, llegó incluso a coescribir el instrumental "The Great Outdoors!" y el tema "Work Hard" de 1983, el instrumental "Christmas Island" de 1986, y, también ese año, con Daniel Miller coescribieron el tema "Black Day".
Durante el segundo lustro de los ochenta y primero de los noventa tuvo problemas de alcoholismo y de drogas parecidos a los de David Gahan, aunque no tan extremos, dando con ello motivo a la separación de Alan Wilder de DM en 1995, tras lo cual las previsiones acerca del grupo se volvieron muy pesimistas en la prensa, hablando sobre todo de su inminente término, sin embargo, con la publicación del álbum Ultra en 1997, el proyecto demostró que podía continuar, por lo cual permanecieron 27 años más como trío publicando otros seis álbumes, más del doble del tiempo que Wilder estuvo con ellos.
En 1989 publicó Counterfeit e.p., un disco constituido por covers, y para 2003 editó Counterfeit², sin la exposición masiva de Depeche Mode.
Martin Gore ha realizado presentaciones como solista, en las que, al igual que David Gahan, ha incorporado algunos éxitos de Depeche Mode. También, como su amigo Andrew Fletcher, ha viajado por el mundo y hecho presentaciones como DJ, hasta que en 2012, tras treinta años, tuvo una insólita colaboración con Vince Clarke coescribiendo diez temas electrónicos instrumentales para el álbum Ssss, bajo el nombre VCMG.
Desde 2009, aunque sus composiciones han seguido dominando en Depeche Mode, con Dave Gahan ha coescrito, hasta donde se sabe Gahan escribe las letras y Gore compone la música, el lado B "Oh Well" del sencillo Wrong de ese año, "Long Time Lie" de 2013, "You Move" de 2017, así como "Wagging Tongue" de 2023.
Para 2015, Gore realizó un nuevo proyecto solista, un álbum de 16 temas instrumentales ambientales bajo el título MG, como una forma de referir una cierta continuación de VCMG, el cual se publicó en abril de ese año. A inicios de 2021, Gore publicó su siguiente material solista, el EP The Third Chimpanzee.
Tras el fallecimiento de su amigo Andrew Fletcher en 2022, Depeche Mode quedó reducido solo a él y Gahan, pero continuaron con el álbum Memento Mori, para el que coescribieron el tema "Wagging Tongue", y con Richard Butler coescribió otros cuatro temas, quién se convirtió así en el primer colaborador externo al proyecto. Sin embargo, después de concluir en 2024 la gira Memento Mori World Tour, Depeche Mode pasó al práctico retiro.
Martin Gore ha participado en todos los discos y todas las giras de Depeche Mode. Tras el fallecimiento de Fletcher en 2022, Gore se convirtió en el miembro de más larga permanencia en el proyecto.
Con una personalidad que en realidad nunca pretendió dominar en Depeche Mode, durante las giras Devotional-Exotic Tour y Exciter Tour se interpretaron exclusivamente solo temas compuestos por Gore.

## Vida personal
En agosto de 1994 contrajo matrimonio con Suzanne Boisvert, con quien tuvo a sus primeros tres hijos, Viva Lee Gore, nacida en 1991, Ava Lee Gore, nacida en 1995, y Kalo, nacido en 2002, su único hijo varón. Poco antes de la publicación del álbum Playing the Angel de Depeche Mode en 2005, Gore dio a conocer su divorcio, el primer sencillo del álbum, la canción "Precious", está dedicada a sus hijos y los sentimientos que habría provocado en ellos el divorcio. A mediados de 2014, contrajo matrimonio con Kerrilee Kaski, quien en febrero de 2016 dio a luz a Johnnie Lee y en marzo de 2017 a Mazzy Lee, tercera y cuarta hijas de Gore y sus cuarta y quinta descendientes.

## Colaboraciones
En 1985, Gore participó en el teclado para dos canciones de Annette e Inga Humpe, tituladas "Happiness is Hard to Take" y "Don't Know Where I Belong" del álbum Humpe Humpe. Después, hasta 1995 participó con una versión de "Coming back to You" para el álbum tributo a Leonard Cohen Tower of Song.
En 2004, Gore hizo la segunda voz en la canción "Overdrive" del álbum City del dueto Client, producido por Andrew Fletcher. Para 2006, tocó la guitarra en el tema "Wonderful Life", del álbum The Sweet Escape de Gwen Stefani.
En 2007, Gore colaboró con la banda Onetwo, con Claudia Brücken (del grupo Propaganda) y Paul Humphreys (de Orchestral Manoeuvres in the Dark) en la canción "Cloud Nine" del álbum Instead, tocando la guitarra y para la cual además escribió la letra. En 2009 la banda francesa Nouvelle Vague en su álbum 3 realizó un cover del tema "Master and Servant" de DM, compuesto por Gore, en el cual él mismo hizo la segunda voz.
Gore grabó la segunda voz en el tema "Once You Say" del álbum Industrial Complex de Nitzer Ebb de 2010. En marzo de ese mismo año, se publicó el álbum Back to Light del proyecto Bomb the Bass de Tim Simenon, en el cual aparece el instrumental "Milakia" coescrito por Gore durante las grabaciones del álbum Ultra, y en el que además tocó el teclado.
En 2011, tocó la guitarra en el tema "The Unstoppable Collision" del álbum Nameless de Compact Space, proyecto de los colaboradores de DM Christian Eigner y Daryl Bamonte con Florian Kraemmer. Ese mismo año, Gore cantó el tema "Man Made Machine" del dueto de techno Motor e incluso participó en el video promocional con ellos.
Gore tuvo en 2016 una colaboración con la banda inglesa The Mission en el tema "Only You & You Alone" de su álbum Another Fall from Grace.
VCMG
En 2011 se llevó a cabo una inesperada colaboración de Martin Gore con Vince Clarke en un álbum del género titulado Ssss.

## Talento
Martin Gore ha sido reconocido por sus composiciones, incluso no falta quien afirme que la historia de Depeche Mode comenzó con A Broken Frame, segundo álbum del grupo y el primero concebido exclusivamente por él. Gore siempre ha inspirado sus canciones en música blues, sus letras siempre giran en torno a los temas que él considera los más importantes en la vida de todo ser humano, el amor, la religión y el sexo.
Muchos consideran que el éxito de Depeche Mode se debe a sus composiciones intimistas y al sendo trabajo de producción de Alan Wilder, aunque en palabras de Gore su interés se centra solo en las líneas melódicas y en las letras. Sin embargo, en 1995 Wilder abandonó la agrupación y Gore continuó a la cabeza de Depeche Mode con una consistente respuesta del público.
En sus experimentos solistas, Gore paradójicamente no siempre ha compuesto, por el contrario ha hecho álbumes tributo para básicamente homenajear a los artistas a quienes considera que más han influido en su propia inspiración.
Desde 1990, Gore asumió en Depeche Mode más propiamente también el papel de guitarrista, de modo más bien discreto, para ir tomando con el tiempo mayor protagonismo en ese instrumento. Lo curioso es que, desde entonces, en conciertos realiza con cuerdas gran parte de las secciones musicales de sus temas grabadas originalmente mediante sintetizadores.
Un detalle curioso es que durante años procuró no aparecer como líder del grupo sino solo como miembro, de hecho Depeche Mode ni siquiera llegó a tener formalmente un líder.

### Discografía solista
- Counterfeit e.p. (1989, EP)
  - Compulsion (1989, sencillo)
  - In a Manner of Speak (1989, sencillo)
- Counterfeit² (2003, álbum)
  - Stardust (2003, sencillo)
  - Loverman (2003, sencillo)
- MG (2015, álbum)
  - Europa Hymn (2015, sencillo)
- MG EP (2015, EP)
  - Pinking (Christoffer Berg Remix, 2015, sencillo)
  - Europa Hymn (Andy Scott Remix, 2015, sencillo)
- The Third Chimpanzee (2021, EP)
  - Mandrill (2020, sencillo)
  - Howler (2021, sencillo)

Colaboraciones con participación principal
- Man Made Machine (2011, sencillo con Motor)
- Ssss (2011, álbum a dueto con Vince Clarke)
  - EP1 / Spock (2011, EP/sencillo)
  - EP2 / Single Blip (2012, EP/sencillo)
  - EP3 / Aftermaths (2012, EP/sencillo)

## Segundo cantante de Depeche Mode
Gore cantó varios de los temas de Depeche Mode y en la mayoría de los que cantaba David Gahan hacía la segunda voz, en realidad la mayoría, de donde resulta la curiosidad de que tienen un timbre de voz muy parecido; otros los cantan a dueto parcial o hasta totalmente.
Temas de Depeche Mode cantados por Martin Gore
- De Speak & Spell (1981)
  - "Any Second Now", versión vocal subtitulada justo como voices.
- De Construction Time Again (1983)
  - "Pipeline"
- De Some Great Reward (1984)
  - "It Doesn't Matter"
  - "Somebody", publicado como sencillo del álbum.
- De Black Celebration (1986)
  - "A Question of Lust", publicado como sencillo del álbum.
  - "Sometimes"
  - "It Doesn't Matter Two"
  - "World Full of Nothing"
  - "Black Day", aparece solo en la edición europea en CD del álbum y en el sencillo "Stripped".
- De Music for the Masses (1987)
  - "The Things You Said"
  - "I Want You Now"
  - "Route 66", de Bobby Troup, aparece solo en el sencillo "Behind the Wheel".
- De Violator (1990)
  - "Sweetest Perfection", con segunda voz de David Gahan.
  - "Blue Dress"
- De Songs of Faith and Devotion (1993)
  - "Judas"
  - "One Caress", sencillo del álbum en ediciones promocionales.
  - "Death's Door", lado B del sencillo "Condemnation", aparece también en la banda sonora de la película Until the End of the World.
- De Ultra (1997)
  - "Home", publicado como sencillo del álbum.
  - "The Bottom Line"
- De Exciter (2001)
  - "Comatose"
  - "Breathe"
- De Playing the Angel (2005)
  - "Macro", con segunda voz de David Gahan.
  - "Damaged People"
- De Sounds of the Universe (2009)
  - "Jezebel"
  - "The Sun and the Moon and the Stars", solo en la edición de lujo del álbum.
- De Delta Machine (2013)
  - "The Child Inside"
  - "Always", solo en la edición de lujo del álbum.
- De Spirit (2017)
  - "Eternal"
  - "Fail"
- De Memento Mori (2023)
  - "Soul With Me"